# Malpica, Galicien
Malpica är en ort i Spanien.   Den ligger i provinsen Provincia da Coruña och regionen Galicien, i den nordvästra delen av landet, 500 km nordväst om huvudstaden Madrid. Malpica ligger 24 meter över havet och antalet invånare är 6 832.
Terrängen runt Malpica är varierad. Havet är nära Malpica åt nordost. Runt Malpica är det ganska tätbefolkat, med 139 invånare per kvadratkilometer. Närmaste större samhälle är Carballo, 15,5 km sydost om Malpica. I omgivningarna runt Malpica växer i huvudsak blandskog.